# Sara Johansson
Sara Johansson (n. 23 de enero de 1980) es una futbolista para Hammarby SI DFF y el equipo nacional sueco.

## Honores

### Club
Djurgårdens SI
- Damallsvenskan (2): 2003, 2004